# 던디 소령
《던디 소령》(Major Dundee)은 미국에서 제작된 샘 페킨파 감독의 1965년 서부 영화이다. 찰톤 헤스톤 등이 주연으로 출연하였고 제리 브레슬러 등이 제작에 참여하였다.

## 출연

### 주연
- 찰톤 헤스톤
- 리처드 해리스
- 짐 허튼

### 조연
- 제임스 코번
- 마이클 앤더슨 주니어
- 센타 버거
- 마리오 아도프
- 브록 피터스

## 기타
- 의상: 톰 도우슨